# 中國香港拯溺總會
中國香港拯溺總會（英語：Hong Kong China Life Saving Society）是專門管轄香港水上救生事務的非政府組織。該組織成立於1956年。現時，中國香港拯救總會是國際救生聯盟和亞太救生聯盟的成員，旗下的比賽有全港公開拯溺錦標賽、拯溺（泳池）分齡賽和拯溺（海洋及沙灘）分齡賽等。此外，該組織還是全港唯一負責考核及頒發拯溺資格的機構，所頒發的證書是為國際救生聯盟所承認的。

## 資料來源
1. ↑  .   [2014-01-12]. （原始内容存档于2021-01-07）. （页面存档备份，存于）
2. ↑  .   [2014-01-12]. （原始内容存档于2020-08-12）. （页面存档备份，存于）

## 外部連結
- 官方网站 （页面存档备份，存于）